# جونگ جون یونگ
جونگ جون یونگ (کره‌ای: 정준영؛ زادهٔ ۲۱ فوریهٔ ۱۹۸۹) خواننده-ترانه‌پرداز، دی‌جی رادیو، مجری، بازیگر و شخصیت تلویزیونی سابق اهل کره جنوبی است. از فیلم‌ها یا برنامه‌های تلویزیونی که وی در آن نقش داشته‌است می‌توان به پیش‌بینی عشق، صدای قلب تو و تهیه‌کنندگان اشاره کرد.